# 집단주의
집단주의(영어: Groupism, 集團主義)는 각 개인끼리 모여서 상호 협력하여 사회생활을 영위하는 사회학적 원리이며 개인주의(Individualism)의 반대어이다. 원시시대에서 인류는 집단적으로 행동하지 않으면 멸종에 처할 확률이 높은 취약한 존재였다. 인류는 그들 생활 및 종족 유지에 필수적인 사냥, 육아, 채집 등을 분업하여 '집단체'를 만들었으며, 인류 등장 이후 지금까지 집단주의 문화는 발달되어 왔다. 군대, 기업 등도 이러한 집단주의 문화를 수용한 집단체라고 볼 수 있다. 집단주의를 기반으로 해서 다양하고도 복합적인 요소들을 목표로 가지며, 집단적 자립이 가능한 거대한 집단체를 공동체(국가·촌락)라고 한다. 경우에 따라서, 인간이 아닌 짐승도 집단 생활을 한다.

## 같이 보기
- 민족주의
- 공동체주의
- 공산주의
- 사회주의
- 자본주의
- 전체주의
- 집산주의
- 군국주의
- 군대